# Liriomyza californiensis
Liriomyza californiensis este o specie de muște din genul Liriomyza, familia Agromyzidae, descrisă de Spencer în anul 1981.
Este endemică în California. Conform Catalogue of Life specia Liriomyza californiensis nu are subspecii cunoscute.